# 瑟勒特魯庫鄉
45°20′N 24°31′E / 45.333°N 24.517°E
瑟勒特魯庫鄉（羅馬尼亞語：Comuna Sălătrucu, Argeș），是羅馬尼亞的鄉份，位於該國中南部，由阿爾傑什縣負責管轄，面積137平方公里，海拔高度648米，2007年人口2,220，人口密度每平方公里16人。